# أليخاندرو غوميز
أليخاندرو غوميز (بالإسبانية: Alejandro Gómez) هو سباح كولومبي، ولد في 22 أبريل 1985 في كاراكاس في فنزويلا.

## وصلات خارجية
- أليخاندرو غوميز على موقع الاتحاد الدولي للسباحة (الإنجليزية)
- أليخاندرو غوميز على موقع أوليمبيديا (الإنجليزية)